# Марченко Ніна Михайлівна
Ніна Михайлівна Марченко (Смужаниця) (нар. 7 лютого 1929 року, с. Гатне, Київська область — 15 квітня 2012 року, м. Київ) — український педагог, учасник правозахисних рухів. Кандидат педагогічних наук (1968). Донька Михайла Марченка, мати Валерія Марченка.

## Життєпис
У 1934 р. Ніна з матір'ю переїхали до Харкова, де її батько навчався в Інституті червоної професури. Восени того ж року, після перенесення столиці України, родина оселилися у Києві, жили у гуртожитку. У жовтні 1939 р. батька призначили ректором Львівського університету ім. Івана Франка, де він впроваджував політику українізації. Ніна провела літні канікули в Західній Україні.
22 червня 1941 р., першої ночі німецько-радянської війни, НКВД здійснив масові арешти серед української інтелігенції. Було заарештовано й батька Ніни, до лютого 1944 р. його утримували в тюрмі у Новосибірську.
Ніна з мамою Оксаною Ларіонівною, сестрами Лесею й Аллою залишилися в окупованому Києві. Родина вижила завдяки праці на городі в селі Гатному. Ніна трохи ходила до школи. Після переходу Києва під контроль Червоної Армії у листопаді 1943 року, Ніна відновила навчання в школі. Улітку 1945 р. батько Ніни після звільнення та реабілітації приїхав до Києва, його поновили в партії та він повернувся до викладацької діяльності.
У 1946 р. Ніна вийшла заміж, 16 вересня 1947 р. народила сина Валерія.
У 1950 р. вступила на факультет української мови й літератури Київського учительського інституту, у 1955 р. заочно закінчила Київський педагогічний інститут. 
У 1952—1961 рр. працювала вчителем у середній школі. 
У 1961 р. почала працювати молодшим науковим співробітником відділу методики викладання мови Українського науково-дослідного інституту педагогіки (УНДІП). Стала одним зі співавторів посібника «Методика викладання української мови в 4 — 8 класах», автором низки статей із методики викладання української мови. У 1968 р. захистила кандидатську дисертацію «Наступність при вивченні граматичного матеріалу в середній школі» та підготувала до друку посібник.
З 1967 р. працювала старшим викладачем української мови та літератури у науково-дослідній лабораторії навчального телебачення при Київському педінституті. У 1976 р. повернулася у відділ методики мов УНДІП, де працювала до виходу на пенсію у 1984 р.
Читала літературу самвидаву, відвідувала літературні вечори й виставки митців-дисидентів.
Син Ніни Валерій формувався як громадянин під впливом родини. 25 червня 1973 р. його було заарештовано. Низку його неопублікованих статей було кваліфіковано як антирадянські та націоналістичні. Попри тяжку хворобу, суд засудив його на 6 років таборів суворого режиму та 2 роки заслання.
Ніна розпочала боротьбу за життя сина, зверталася до органів влади із заявами та протестами, їздила на Урал до місць його ув'язнення, виносила із зони заборонені матеріали, написані Валерієм та його друзями-співв'язнями. У травні 1981 р. Валерій Марченко повернувся до Києва. З перших днів КГБ організував жорсткий тиск на нього: постійний нагляд, прослуховування, обшуки, контроль за листуванням, виклики й приводи в міліцію. Крім того, йому перешкоджали у працевлаштуванні, щоб врешті засудити за «паразітічєский образ жизні».
21 жовтня 1983 р. Валерія знову було заарештовано. Йому інкримінували зв'язок із закордоном, оприлюднення там власних творів. Суд визнав його особливо небезпечним рецидивістом та засудив на 10 років таборів особливого режиму та 5 років заслання. Ніна знов зверталася із заявами, клопотаннями, протестами до органів влади. Вона пересилала копії своїх заяв друзям, інформувала світ про знущання КДБ над сином. На захист Валерія Марченка стало багато організацій зарубіжних країн, журналісти, адвокати. З вимогою звільнити його виступив Папа Римський Іван Павло II, конгресмени США. У 20-х числах вересня 1984 р. Марченко був «актований за станом здоров'я», але його й далі утримували у в'язничній лікарні, не виконуючи рішення медичного управління МВС СРСР щодо звільнення.
Валерій Марченко помер, як вважає мати, 5 жовтня 1984 р. (за документами 7-го). Ніні вдалося забрати тіло сина до Києва й поховати його в с. Гатному біля родичів. У 1991 р. Валерій був посмертно реабілітований. 
Ніна підготувала й видала книжку листів та нарисів Валерія Марченка та збірку його перекладів і неопублікованих наукових праць. За ці видання їй присуджена премія ім. Олени Теліги (2002 р.). У 2005 р. видано збірку його духовно-християнських нарисів «Вірити і тільки».

## Нагороди
- 2002 — літературно- мистецька премія імені Олени Теліги.
- 2006 — Орден «За мужність» 1-го ступеня.[6]

## Літературна діяльність
- «Валерій Марченко. Листи до матері з неволі» Київ. 1994.
- «Марченко Валерій. Творчість і життя» Київ. 2001.
- «Марченко Валерій. Вірити і тільки» Дрогобич. 2005